# 6-idrossinicotinato deidrogenasi
La 6-idrossinicotinato deidrogenasi è un enzima appartenente alla classe delle ossidoreduttasi, che catalizza la seguente reazione:
6-idrossinicotinato + H2O + O2 ⇄ 2,6-diidrossinicotinato + H2O2
L'enzima contiene centri ferro-zolfo [2Fe-2S], FAD e molibdeno. Possiede anche un selenio essenziale per l'attività catalitica, ma labile, che può essere rimosso mediante reazione con il cianuro. In Bacillus niacini, questo enzima è richiesto per la crescita in acido nicotinico.